# Breda-Pittoni B.P.471
Il Breda-Pittoni B.P.471 fu un aereo da trasporto bimotore, monoplano ad ala di gabbiano rovesciata, sviluppato dalla divisione aeronautica dell'azienda italiana Società Italiana Ernesto Breda nei tardi anni quaranta e rimasto allo stadio di prototipo.
Il modello, destinato sia al mercato dell'aviazione commerciale che a quella militare, non riuscì a trovare commissioni e l'unico esemplare costruito venne utilizzato dal Ministero della difesa per il trasporto del personale.

## Storia del progetto
La lenta ripresa economica intrapresa dall'Italia dopo la fine della seconda guerra mondiale interessò anche il settore aeronautico. La Breda commissionò all'ingegnere Mario Pittoni, dal 1947 responsabile dell'ufficio tecnico della divisione aeronautica (ufficialmente la V sezione Aeronautica), un velivolo bimotore da poter proporre come aereo da trasporto civile, sia passeggeri che merci, e che potesse essere riconvertito per uso militare.
Pittoni disegnò un velivolo realizzato interamente in metallo, caratterizzato da un aspetto convenzionale, con la fusoliera dotata di ampie finestrature anteriori sia sulla parte superiore, dove era collocata la cabina di pilotaggio, sia sulla parte inferiore. La stiva di carico dietro il posto di pilotaggio era ampia e consentiva l'alloggiamento di merci o di 18 passeggeri. Posteriormente terminava in un impennaggio cruciforme monoderiva. Il carrello d'atterraggio era triciclo anteriore, dotato di ruotino d'appoggio anteriore completamente retrattile integrato da due carrelli alari semiretrattili, caratterizzati dalle ruote di grande diametro. L'ala aveva una configurazione ad ala di gabbiano rovesciata, il che favoriva l'uso di un carrello dalla gambe di forza di lunghezza ridotta, ed era montata media ed a sbalzo.
Il prototipo, che assunse la matricola militare MM.61801, volò per la prima volta nell'agosto 1950, equipaggiato con due motori radiali Pratt & Whitney R-1830-92 Twin Wasp capaci di 1 200 hp (895 kW) ciascuno.
Pur essendo stato proposto per diverse tipologie di impieghi non vi furono commissioni, il che fece abbandonare il progetto. L'unico prototipo realizzato venne utilizzato dal Ministero della difesa per il trasporto del personale fino alla sua radiazione.